# Oder (gledališče)
Oder je prostor v gledališčnih dvoranah, koncertnih dvoranah, v opernih hišah in na drugih kulturnih prizoriščih, ki je namenjen umetniški produkciji oz. nastopajočim ustvarjalcem in poustvarjalcem. To so večinoma glasbeniki, igralci ali plesalci. Oder je kot arhitekturni element zasnovan tako, da občinstvu predstavlja osrednjo vizualno in akustično točko, v obseg katere najlažje obrača svojo pozornost. Odri so večinoma leseni, pogosto so dvignjeni nad tlemi oziroma je njihova izhodiščna ravnina višja od prvih vrst sedežev v parterju.